# Le Journal de Salonique
Le Journal de Salonique est un journal bihebdomadaire publié entre 1895 et 1911 à Salonique, en Grèce ottomane. Il s'agit du plus ancien journal français publié dans la ville.

## Histoire

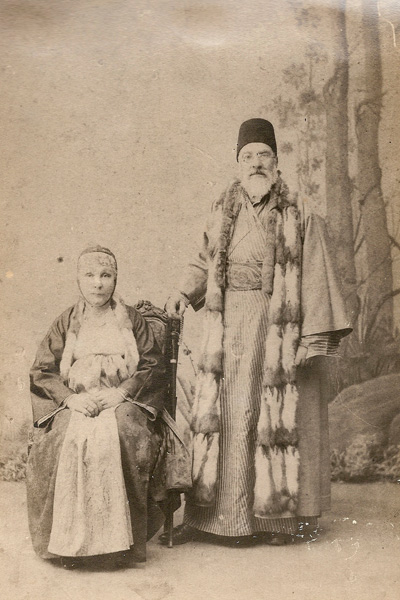
Saadi Halevi, fondateur du Journal de Salonique et sa femme.

Le Journal de Salonique est lancé par Sadi Levy à Salonique en 1895, et son premier numéro parait le 7 novembre 1895. Il est également fondateur et éditeur de La Epoka, un journal ladino. Dans le premier numéro, Le Journal de Salonique déclare que son objectif est d'améliorer la région. Le journal parait deux fois par semaine. Il transmet des informations relatives à tous les groupes ethniques et religieux vivant dans la ville et sa page de titre contient les dates grégoriennes, juliennes et hégirienne, mais pas le calendrier hébraïque. 
Bien que son fondateur et éditeur soit juif, il ne se décrit pas comme un journal juif au début. Le journal publie également des romans en feuilleton, la plupart écrits par des auteurs français. Seuls les travaux de trois romanciers non français, le Grec Kostís Palamás, le Polonais Henryk Sienkiewicz et l'Autrichien Leopold von Sacher-Masoch, seront publiés dans le journal.
Le rédacteur en chef du journal est d'abord Vitalis Cohen, puis Samuel Levy, un fils de Sadi Levy, lui succède. Le Journal de Salonique réussit à avoir près de 1 000 abonnés. Le journal et sa publication sœur La Epoka cessent d'être publiés en 1911.